# ديشار طويل الأوراق
ديشار طويل الأوراق (الاسم العلمي: Pteris longifolia) هو نوع نباتي يتبع جنس الديشار من فصيلة الديشارية.